# Lionel Benjamin
Lionel Benjamin (1945, Puerto Príncipe, Haití) es biólogo, actor y cantante desde 1970. Se lo conoce como "Papá Noel haytiano", gracias al éxito de "Abdenwèl", "Nwèl tap tap'". El Ministerio de Cultura y Comunicación le entregó un premio: una placa de "Honor y Mérito" por su labor a favor de la cultura haitiana, el 21 de diciembre de 2007.

## Sus trabajos

### Películas
- 1999: Cicratrice 2
- 2002: Chocs en Amour
- 2004: Le miracle de la foi: Papi Do
- 2004: Le choix de ma vie
- 2004: Tourbillon
- 2005: Pluie D'Espoir: Gesne
- 2010: Under The Sky

### Música
- Abdenwèl
- Anbago nwèl
- Nwèl tap tap
- Tonton nwèl di mwen w ap pase
- La Noël c’est vous
- Coup de Noël
- Sezon nwèl